# Регулярна подія
Регулярна подія — множина слів певного алфавіту, отримана із однолітерних слів із допомогою скінченої кількості застосувань наступних операцій до множини слів:
- теоретико-множинне об'єднання A∪B;
- добуток A·B, який визначається як множина слів, які мають вигляд αβ (α ∈ A, β ∈ B);
- ітерація {A}, яка визначається як {A} = A ∪ A · A ∪ A · A · A ∪ A · A × A · A ∪ … (існує і інше визначення ітерації, коли вимагають, щоб до {A} належало порожнє слово e, тобто, вважають {A} = e ∪ A ∪ A · A ∪ A · A · A ∪ A · A · A · A · A ∪ …).

Оскільки справедлива теорема, в якій стверджується, що регулярні події, і тільки вони представимі в скінченних автоматах, поняття регулярних подій є одним із основних в алгебраїчній теорії автоматів.